# Глечики (рослина)
Глечики (Nuphar) — рід водяних рослин родини лататтєві (Nymphaeaceae). Рід містить понад 10 видів, що зростають у помірних і субтропічних областях північної півкулі.

## Опис
Ці рослини ростуть у прісних водоймах до 5 метрів у глибину. Листки без прилистків, яйцеподібно-овальні, з тригранними черешками. Чашечка п'ятилиста. Пелюстки численні, дрібніші за чашолистки, жовті. Поверхня плодів гладенька.

## Види
- Nuphar advena (Aiton) W.T.Aiton

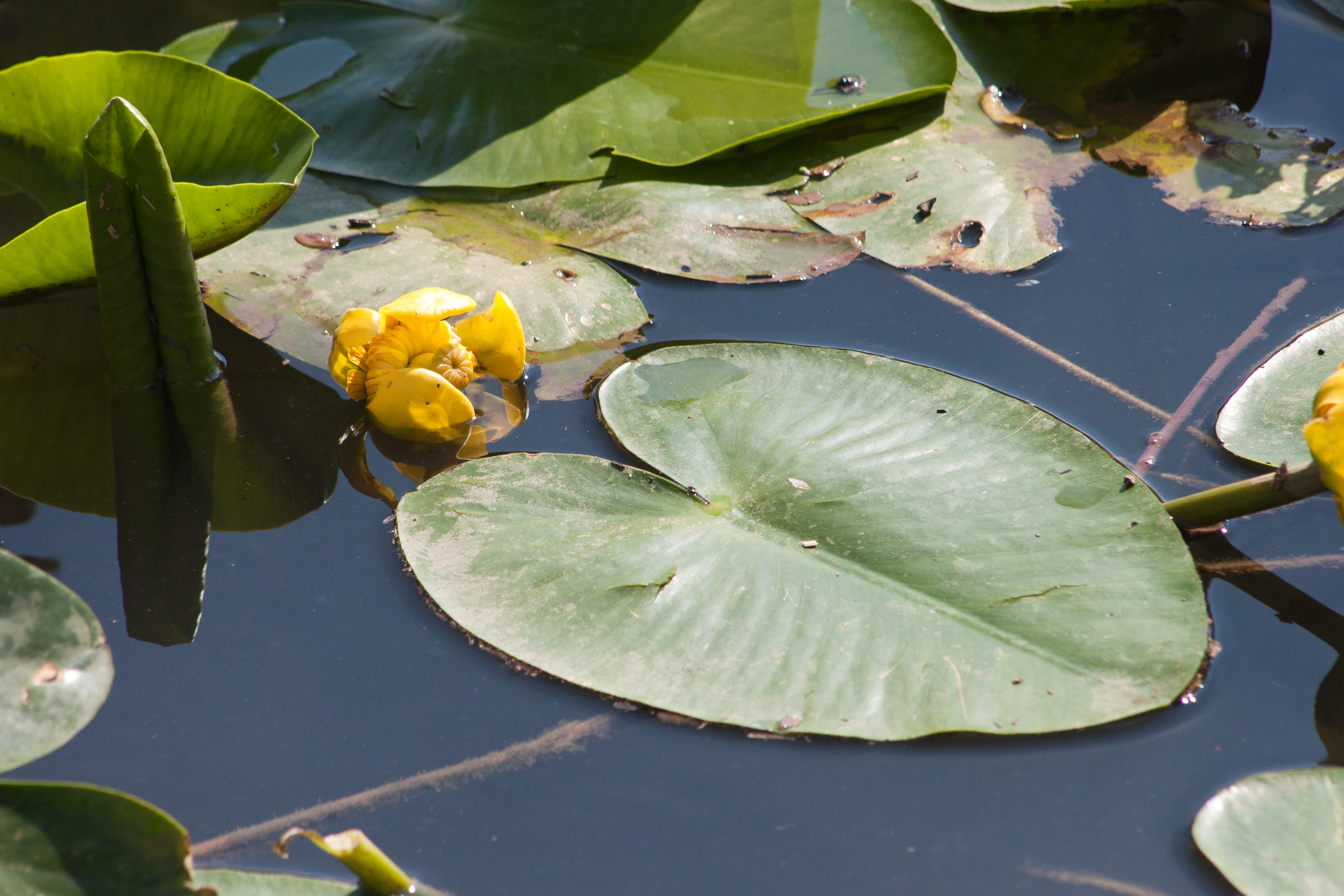
Глечики жовті у природі (Ізраїль)

- †Nuphar carlquistii DeVore, Taylor, & Pigg
- Nuphar japonica DC.
- Nuphar lutea (L.) Sm. (типовий вид)
- Nuphar microphylla (Pers.) Fernald
- Nuphar polysepala Engelm.
- Nuphar pumila (Timm) DC.
- Nuphar saggitifolia (Walter) Pursh
- Nuphar saikokuensis Shiga & Kadono
- Nuphar subintegerrima (Casp.) Makino
- Nuphar submersa Shiga & Kadono
- Nuphar variegata Engelm. ex Durand